# Szamoa külkapcsolatai

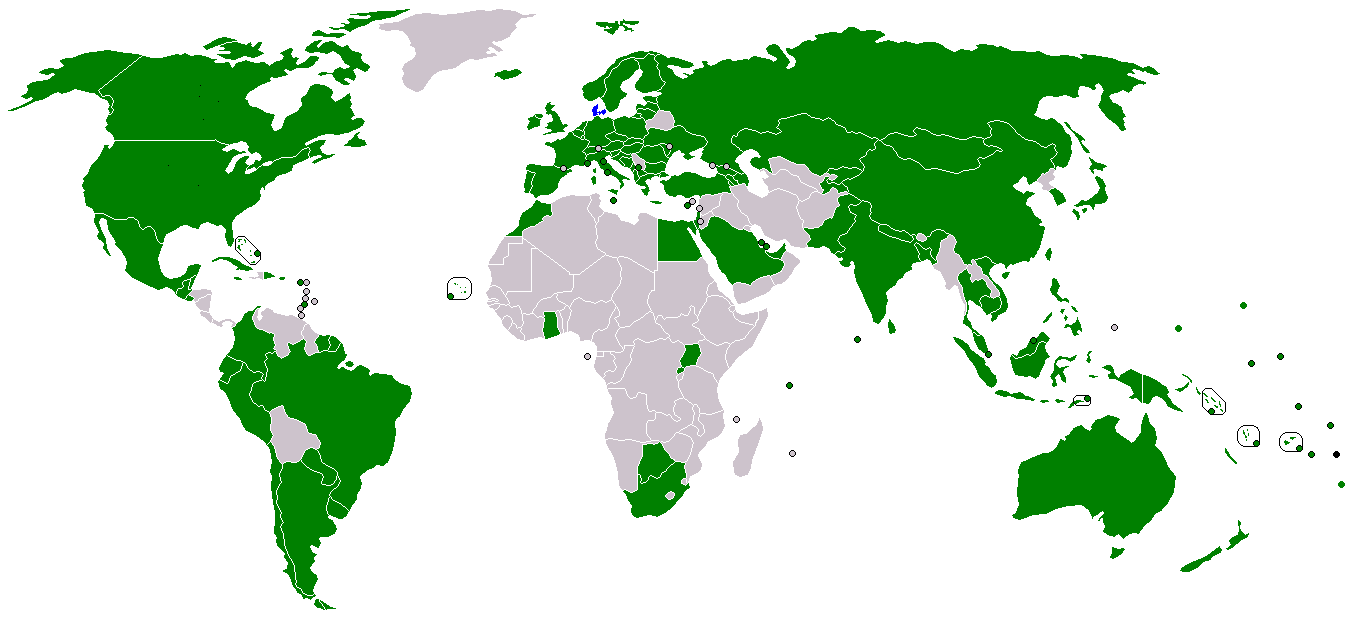
Szamoa (fekete) külkapcsolatai:
Államok, melyek hivatalos diplomáciai kapcsolatban állnak Szamoával
Az Európai Unió azon tagállamai, melyeknek saját diplomáciai kapcsolatuk nincs Szamoával

Szamoa, hivatalosan Szamoai Független Állam az 1962-ben elnyert függetlenségét követően barátsági szerződést kötött a korábban a szigeteket mint gyámsági területet kormányzó Új-Zélanddal. A későbbiekben számos kétoldalú egyezményen túl Szamoa tagja lett többek között az ENSZ-nek (1976). Alapító tagja a Csendes-óceáni Fórumnak, tagja a Csendes-óceáni Közösségnek. Az ENSZ 111 tagállamával van diplomáciai kapcsolata.

## Szamoával diplomáciai kapcsolatban álló országok (114)

### ENSZ tagállam országok (111)
| 1.   | Új-Zéland                                                                            | 1962. január 1.                                    | Szamoa korábbi gyarmattartó országa. A Nemzetközösség tagja. A Csendes-óceáni Fórum tagja. A Csendes-óceáni Közösség tagja.                            |
| 2.   | India                                                                                | 1970. június 1.                                    | A Nemzetközösség tagja. Az Arab Liga megfigyelő státuszú tagja.                                                                                        |
| 3.   | Egyesült Királyság                                                                   | 1970. szeptember 2.                                | Az ENSZ Biztonsági Tanácsának állandó tagja. A Nemzetközösség tagja. A NATO tagja.                                                                     |
| 4.   | Ausztrália                                                                           | 1971. március 31.                                  | A Nemzetközösség tagja. A Csendes-óceáni Fórum tagja. A Csendes-óceáni Közösség tagja.                                                                 |
| 5.   | Kanada                                                                               | 1971. június 11.                                   | A Nemzetközösség tagja. A NATO tagja. |
| 6.   | Amerikai Egyesült Államok                                                            | 1971. július 14.                                   | Az ENSZ Biztonsági Tanácsának állandó tagja. A NATO tagja. A Csendes-óceáni Közösség tagja.                                                            |
| 7.   | Németország                                                                          | 1972. május 18.                                    | Szamoa korábbi gyarmattartó országa A NATO tagja. Az Európai Unió tagja.                                                                               |
| 8.   | Izrael                                                                               | 1972. május 30.                                    | |
| 9.   | Dél-Korea                                                                            | 1972. szeptember 15.                               | |
| 10.  | Japán                                                                                | 1973. március 27.                                  | |
| 11.  | Belgium                                                                              | 1973. május 25.                                    | A NATO tagja. Az Európai Unió tagja. |
| 12.  | Franciaország                                                                        | 1974. szeptember 20.                               | Az ENSZ Biztonsági Tanácsának állandó tagja. A NATO tagja. Az Európai Unió tagja.                                                                      |
| 13.  | Fidzsi-szigetek                                                                      | 1974. november 10.                                 | A Nemzetközösség tagja. A Csendes-óceáni Fórum tagja. A Csendes-óceáni Közösség tagja.                                                                 |
| 14.  | Kína                                                                                 | 1975. november 6.                                  | Az ENSZ Biztonsági Tanácsának állandó tagja. |
| 15.  | Thaiföld                                                                             | 1975. november 15.                                 | Az OIC megfigyelő státuszú tagja. |
| 16.  | Hollandia                                                                            | 1976. április 13.                                  | A NATO tagja. Az Európai Unió tagja. |
| 17.  | Oroszország                                                                          | 1976. július 2.                                    | Az elismerést a Szovjetunió tette, melynek Oroszország a jogutódja. · Az ENSZ Biztonsági Tanácsának állandó tagja. · Az OIC megfigyelő státuszú tagja. |
|      | Államok, melyek az országot annak ENSZ tagsága után (1976. december 15.) ismerték el |                                                    | |
| 18.  | Fülöp-szigetek                                                                       | 1977. június 1.                                    | |
| 19.  | Svédország                                                                           | 1977. október 12.                                  | A NATO tagja. Az Európai Unió tagja. |
| 20.  | Salamon-szigetek                                                                     | 1978. július 17.                                   | A Nemzetközösség tagja. A Csendes-óceáni Fórum tagja. A Csendes-óceáni Közösség tagja.                                                                 |
| 21.  | Chile                                                                                | 1978. augusztus 24.                                | |
| 22.  | Egyiptom                                                                             | 1978. szeptember 8.                                | Az Afrikai Unió tagja. Az OIC tagja. Az Arab Liga tagja.                                                                                               |
| 23.  | Törökország                                                                          | 1979. április 12.                                  | Az OIC tagja. A NATO tagja. Az Európai Unió tagjelöltje.                                                                                               |
| 24.  | Pápua Új-Guinea                                                                      | 1979. augusztus 27.                                | A Nemzetközösség tagja. A Csendes-óceáni Fórum tagja. A Csendes-óceáni Közösség tagja.                                                                 |
| 25.  | Nauru                                                                                | 1979.                                              | A Nemzetközösség tagja. A Csendes-óceáni Fórum tagja. A Csendes-óceáni Közösség tagja.                                                                 |
| 26.  | Indonézia                                                                            | 1980. március 17.                                  | Az OIC tagja. |
| 27.  | Vanuatu                                                                              | 1980. június 30.                                   | A Nemzetközösség tagja. A Csendes-óceáni Fórum tagja. A Csendes-óceáni Közösség tagja.                                                                 |
| 28.  | Spanyolország                                                                        | 1980. november 6.                                  | A NATO tagja. Az Európai Unió tagja. |
| 29.  | Görögország                                                                          | 1981. április 3.                                   | A NATO tagja. Az Európai Unió tagja. |
| 30.  | Svájc                                                                                | 1981. augusztus 1.                                 | |
| 31.  | Malajzia                                                                             | 1982. augusztus 4.                                 | Az OIC tagja. A Nemzetközösség tagja. |
| 32.  | Pakisztán                                                                            | 1983. március 7.                                   | Az OIC tagja. A Nemzetközösség tagja. |
| 33.  | Banglades                                                                            | 1983. december 21.                                 | Az OIC tagja. A Nemzetközösség tagja. |
| 34.  | Peru                                                                                 | 1984. január 23.                                   | |
| 35.  | Olaszország                                                                          | 1987. május 25.                                    | A NATO tagja. Az Európai Unió tagja. |
| 36.  | Kolumbia                                                                             | 1987. december 1.                                  | |
| 37.  | Tuvalu                                                                               | 1988.                                              | A Nemzetközösség tagja. A Csendes-óceáni Fórum tagja. A Csendes-óceáni Közösség tagja.                                                                 |
| 38.  | Mikronézia                                                                           | 1990. április 19.                                  | A Csendes-óceáni Fórum tagja. A Csendes-óceáni Közösség tagja.                                                                                         |
| 39.  | Szingapúr                                                                            | 1990. szeptember 3.                                | A Nemzetközösség tagja. |
| 40.  | Marshall-szigetek                                                                    | 1990. október 22.                                  | A Csendes-óceáni Fórum tagja. A Csendes-óceáni Közösség tagja.                                                                                         |
| 41.  | Ausztria                                                                             | 1992. december 18.                                 | Az Európai Unió tagja. |
| 42.  | Argentína                                                                            | 1993. május 18.                                    | |
| 43.  | Maldív-szigetek                                                                      | 1993. augusztus 2.                                 | Az OIC tagja. A Nemzetközösség tagja. |
| 44.  | Horvátország                                                                         | 1994. március 8.                                   | A NATO tagja. Az Európai Unió tagja. |
| 45.  | Vietnám                                                                              | 1994. március 29.                                  | |
| 46.  | Kirgizisztán                                                                         | 1995. február 14.                                  | Az OIC tagja. |
| 47.  | Dél-afrikai Köztársaság                                                              | 1995. március 22.                                  | Az Afrikai Unió tagja. A Nemzetközösség tagja. |
| 48.  | Portugália                                                                           | 1995. június 9.                                    | A NATO tagja. Az Európai Unió tagja. |
| 49.  | Csehország                                                                           | 1995. december 12.                                 | A NATO tagja. Az Európai Unió tagja. |
| 50.  | Szlovénia                                                                            | 1996. november 25.                                 | A NATO tagja. Az Európai Unió tagja. |
| 51.  | Finnország                                                                           | 1999. augusztus 11.                                | A NATO tagja. Az Európai Unió tagja. |
| 52.  | Norvégia                                                                             | 1999. október 16.                                  | A NATO tagja. |
| 53.  | Szlovákia                                                                            | 2000. március 16.                                  | A NATO tagja. Az Európai Unió tagja. |
| 54.  | Ciprus                                                                               | 2000. május 24.                                    | Az Európai Unió tagja. |
| 55.  | Írország                                                                             | 2000. június 26.                                   | Az Európai Unió tagja. |
| 56.  | Seychelle-szigetek                                                                   | 2000. augusztus 29.                                | Az Afrikai Unió tagja. A Nemzetközösség tagja. |
| 57.  | Málta                                                                                | 2004. július 22.                                   | Az Európai Unió tagja. |
| 58.  | Kelet-Timor                                                                          | 2004. július 27.                                   | |
| 59.  | Izland                                                                               | 2004. október 15.                                  | A NATO tagja. Az Európai Unió tagjelöltje. |
| 60.  | Brazília                                                                             | 2005. február 1.                                   | Az OIC megfigyelő státuszú tagja. |
| 61.  | Észak-Macedónia                                                                      | 2005. augusztus 18.                                | A NATO tagja. Az Európai Unió tagjelöltje. |
| 62.  | Brunei                                                                               | 2006. február 8.                                   | Az OIC tagja. A Nemzetközösség tagja. |
| 63.  | Románia                                                                              | 2006. március 2.                                   | A NATO tagja. Az Európai Unió tagja. |
| 64.  | Guatemala                                                                            | 2007. szeptember 20.                               | |
| 65.  | Kuba                                                                                 | 2007. október 11.                                  | |
| 66.  | Albánia                                                                              | 2008. augusztus 1.                                 | Az Európai Unió tagjelöltje. |
| 67.  | Mexikó                                                                               | 2008. október 21.                                  | |
| 68.  | Észtország                                                                           | 2009. január 23.                                   | A NATO tagja. Az Európai Unió tagja. |
| 69.  | Litvánia                                                                             | 2009. február 19.                                  | A NATO tagja. Az Európai Unió tagja. |
| 70.  | Bosznia-Hercegovina                                                                  | 2009. március 13.                                  | Az OIC megfigyelő státuszú tagja. |
| 71.  | Luxemburg                                                                            | 2009. június 2.                                    | A NATO tagja. Az Európai Unió tagja. |
| 72.  | Grúzia                                                                               | 2010. március 12.                                  | |
| 73.  | Botswana                                                                             | 2010. március 18.                                  | Az Afrikai Unió tagja. A Nemzetközösség tagja. |
| 74.  | Monaco                                                                               | 2010. május 4.                                     | |
| 75.  | Egyesült Arab Emírségek                                                              | 2010. május 11.                                    | Az OIC tagja. Az Arab Liga tagja. |
| 76.  | Kambodzsa                                                                            | 2010. május 18.                                    | |
| 77.  | Montenegró                                                                           | 2011. január 28.                                   | A NATO tagja. Az Európai Unió tagjelöltje. |
| 78.  | Marokkó                                                                              | 2011. január 28.                                   | Az Afrikai Unió tagja. Az OIC tagja. Az Arab Liga tagja.                                                                                               |
| 79.  | Paraguay                                                                             | 2011. január 28.                                   | |
| 80.  | Katar                                                                                | 2011. március 9.                                   | Az OIC tagja. Az Arab Liga tagja. |
| 81.  | Magyarország                                                                         | 2011. szeptember 7.                                | A NATO tagja. Az Európai Unió tagja. |
| 82.  | Ecuador                                                                              | 2011. december 20.                                 | |
| 83.  | Mongólia                                                                             | 2011. december 21.                                 | |
| 84.  | Lengyelország                                                                        | 2012. március 8.                                   | A NATO tagja. Az Európai Unió tagja. |
| 85.  | Moldova                                                                              | 2012. június 14.                                   | Az Európai Unió tagjelöltje. |
| 86.  | Lettország                                                                           | 2012. június 28.                                   | A NATO tagja. Az Európai Unió tagja. |
| 87.  | Suriname                                                                             | 2012. november 16.                                 | |
| 88.  | Kazahsztán                                                                           | 2013. február 7.                                   | Az OIC tagja. |
| 89.  | Nepál                                                                                | 2013. március 28.                                  | |
| 90.  | Uruguay                                                                              | 2013. május 21.                                    | |
| 91.  | Ukrajna                                                                              | 2013. szeptember 23.                               | Az Európai Unió tagjelöltje. |
| 92.  | Srí Lanka                                                                            | 2014. augusztus 15.                                | A Nemzetközösség tagja. |
| 93.  | Tádzsikisztán                                                                        | 2017. december 22.                                 | Az OIC tagja. |
| 94.  | Azerbajdzsán                                                                         | 2018. január 19.                                   | Az OIC tagja. |
| 95.  | Salvador                                                                             | 2018. április 17.                                  | |
| 96.  | San Marino                                                                           | 2019. február 28.                                  | |
| 97.  | Ghána                                                                                | 2019. december 20.                                 | Az Afrikai Unió tagja. A Nemzetközösség tagja. |
| 98.  | Dominikai Köztársaság                                                                | 2021. szeptember 23.                               | |
| 99.  | Jamaica                                                                              | 2022. április 26.                                  | A Nemzetközösség tagja. |
| 100. | Bahrein                                                                              | 2023. április 27.                                  | Az OIC tagja. Az Arab Liga tagja. |
| 101. | Bulgária                                                                             | 2023. május 8.                                     | A NATO tagja. Az Európai Unió tagja. |
| 102. | Zöld-foki Köztársaság                                                                | 2023. május 9.                                     | Az Afrikai Unió tagja. |
| 103. | Saint Lucia                                                                          | 2023. december 14.                                 | A Nemzetközösség tagja. A Karib-tengeri Közösség tagja.                                                                                                |
| 104. | Szaúd-Arábia                                                                         | 2024. május 23.                                    | Az OIC tagja. Az Arab Liga tagja. |
| 105. | Bahama-szigetek                                                                      | 2024. október 21.                                  | A Nemzetközösség tagja. A Karib-tengeri Közösség tagja.                                                                                                |
| 106. | Ruanda                                                                               | 2024. október 22.                                  | Az Afrikai Unió tagja. A Nemzetközösség tagja. |
| 107. | Belize                                                                               | 2025. február 25.                                  | A Nemzetközösség tagja. |
| 108. | Uganda                                                                               | 2025. március 7.                                   | A Nemzetközösség tagja. |
| 109. | Kiribati                                                                             | diplomáciai kapcsolat, ismeretlen időpontban kötve | A Nemzetközösség tagja. A Csendes-óceáni Fórum tagja. A Csendes-óceáni Közösség tagja.                                                                 |
| 110. | Saint Kitts és Nevis                                                                 | diplomáciai kapcsolat, ismeretlen időpontban kötve | A Nemzetközösség tagja. A Karib-tengeri Közösség tagja.                                                                                                |
| 111. | Tonga                                                                                | diplomáciai kapcsolat, ismeretlen időpontban kötve | A Nemzetközösség tagja. A Csendes-óceáni Fórum tagja. A Csendes-óceáni Közösség tagja.                                                                 |

### Nem ENSZ tagállam országok (3)
|    | Állam         | Diplomáciai kapcsolat felvételének dátuma | Megjegyzések |
| -- | ------------- | ----------------------------------------- | ------------ |
| 1. | Vatikán       | 1994. június 10.                          |              |
| -  | Európai Unió  | 2001.                                     |              |
| 2. | Cook-szigetek | 2013. szeptember 3.                       |              |
| 3. | Koszovó       | 2017. március 10.                         |              |

## Nemzetközi szervezetek
| ENSZ           | Szamoa 1976. december 15-én csatlakozott az ENSZ-hez. Az országnak már voltak diplomáciai kapcsolatai a csatlakozás előtt is, azóta viszont folyamatosan építi diplomáciai kapcsolatait tovább. Mindazonáltal nem valamennyi ENSZ tagállam ország ismerte el a függetlenséget azonnal, jelenleg még 86 ENSZ tagállam nem ismerte el hivatalosan a függetlenséget és nem lépett diplomáciai kapcsolatba az országgal. Főleg az afrikai és a karibi téréségben van sok ország, amelyekkel még vette fel az állam a diplomáciai kapcsolatot, de Ázsiában és Európában is sok országgal szintén nem létesült még hivatalos diplomáciai kapcsolat. Szamoa diplomáciai kapcsolatok kiépítése terén saját térségében, Óceániában aktív különösen, itt Palau és Niue kivételével valamennyi állammal diplomáciai kapcsolatban áll már. · Tagállamok (191 / 111) Megfigyelők (3 / 1) |  |
| EU             | Szamoa tagja az ACP-országoknak, melyek együttműködési megállapodást kötöttek az Európai Unióval. Szamoa folyamatosan létesít külön-külön is diplomáciai kapcsolatot a tagországokkal. Az Európai Unió 27 tagállamából eddig egy tagországgal nem áll fent diplomáciai kapcsolat, amelyik Dánia. A közösség hét hivatalos tagjelölt államából egy állammal, ( Szerbia nincs fennálló diplomáciai kapcsolata Szamoának. · Tagállamok (27 / 26) Tagjelöltek (7 / 6) |  |
| Nemzetközösség | Szamoa 1970-ben csatlakozott a Nemzetközösséghez, azóta folyamatosan építi diplomáciai kapcsolatait. Mindazonáltal nem valamennyi tagállam ország ismerte el a függetlenséget azonnal, jelenleg még 23 nemzetközösségi tagállam nem ismerte el hivatalosan a függetlenséget és nem lépett diplomáciai kapcsolatba az országgal. Főleg az afrikai és a karibi téréségben van sok ország, amelyekkel még vette fel az állam a diplomáciai kapcsolatot. A Nemzetközösség következő országaival nem áll fent diplomáciai kapcsolat : Gambia, Sierra Leone, Togo. Nigéria, Kamerun, Gabon, Kenya, Tanzánia, Zambia, Malawi, Mozambik, Namíbia, Lesotho, Szváziföld, Mauritius, Antigua és Barbuda, Dominikai Közösség, Saint Vincent és a Grenadine-szigetek, Grenada, Barbados, Trinidad és Tobago , Guyana · Tagállamok (54 / 31)                                              |  |
| Afrikai Unió   | Az Afrikai Unió nem alakított ki egységes álláspontot az elismerés kérdésében, az egyes tagállamok maguk döntenek a kapcsolatfelvétel mellett. Kontinentális szinten a diplomáciai kapcsolatok felvétele terén Afrika áll az utolsó helyen. Az Afrikai Unió tagállamai közül csak a Dél-afrikai Köztársasággal, Egyiptommal, Marokkóval, a Seychelle-szigetekkel, Botswanával, Ghánával, Ruandával, Ugandával és a Zöld-foki Köztársasággal létesült diplomáciai kapcsolat. Tagállamok (54 / 9) |  |
| Arab Liga      | Az Arab Liga nem alakított ki egységes álláspontot az elismerés kérdésében, az egyes tagállamok maguk döntenek a kapcsolatfelvétel mellett. Tagállamok (22 / 6) Megfigyelők (4 / 2) |  |
| OIC            | Iszlám Konferencia Szervezete nem alakított ki egységes álláspontot az elismerés kérdésében, az egyes tagállamok maguk döntenek a kapcsolatfelvétel mellett. Tagállamok (57 / 15) Megfigyelők (6 / 3) |  |

## Tagság nemzetközi szervezetekben
Szamoa a következő nemzetközi szervezetek tagja:
- Nemzetközösség, FAO, ICAO, Nemzetközi Büntetőbíróság, , Nemzetközi Olimpiai Bizottság, Vegyifegyver-tilalmi Szervezet, Csendes-óceáni Fórum, Csendes-óceáni Közösség, UNESCO, Egészségügyi Világszervezet, Meteorológiai Világszervezet
- továbbá tagja illetve aláírója: ACP-országok (cotonoui megállapodás), riói egyezmény, genfi egyezmények, az ENSZ éghajlatváltozási keretegyezménye és a kiotói jegyzőkönyv

## Fordítás
- Ez a szócikk részben vagy egészben  a   Foreign relations of Samoa című angol Wikipédia-szócikk fordításán alapul.  Az eredeti cikk szerkesztőit annak laptörténete sorolja fel. Ez a jelzés csupán a megfogalmazás eredetét és a szerzői jogokat jelzi, nem szolgál a cikkben szereplő információk forrásmegjelöléseként.